# Lithocarpus porcatus
Lithocarpus porcatus är en bokväxtart som beskrevs av Engkik Soepadmo. Lithocarpus porcatus ingår i släktet Lithocarpus och familjen bokväxter. Inga underarter finns listade.